# Abbaye Saint-Michel de Tonnerre
Pour les articles homonymes, voir Abbaye Saint-Michel et Saint-Michel.
L'abbaye de Saint-Michel de Tonnerre est une abbaye bénédictine aujourd'hui disparue qui était située à Tonnerre, dans l'Yonne.

## Histoire

### Origines
Le premier établissement de moines bénédictins se fait dans le vallon Le Volut près d'une source. Ils édifièrent ensuite une chapelle.
L'installation du monastique sur le mont Voûtois, au sud-est de la première abbaye, s'effectue au Ve siècle ou au début du siècle suivant. Le site est facilement accessible et à proximité d'une source d'eau, face au mont Bellant sur lequel s'est développée la cité de Tornodurum, l'ancien site de Tonnerre. L'actuel état des connaissances ne permet pas d'avancer ni les raisons, ni la date de cette nouvelle fondation.
Avant le IXe siècle, l'évêque de Langres Thibaut constate la ruine du monastère. Le 24 avril 938, l'évêque de Langres, Héry/Heiric/Héric (Henri), donne l'abbaye à l'un de ses fidèles milites, Teuton et à son fils (Cartulaire général de l'Yonne 1, no LXXIII)
,. Ces derniers conserve leur bénéfice jusqu'en 978. Toutefois, lors de cette donation Saint-Michel ne semble toujours pas être relevé,.
En 980, une charte indique que le comte de Tonnerre, Milon, associé à l'évêque de Langres, Widric, fait restaurer le monastère (Cartulaire général de l'Yonne I no LXXVI),,. L'abbaye fait l'objet de plusieurs donnation de la part des Milonides, qui possèdent le titre de comte de Tonnerre. Ainsi en 997, un (autre ?) comte Milon fait don de la terre de Coussegrey. Son fils, le comte Renard fait don, vers 1002/1003 de métairies, situées dans les environs de Tonnerre.

### Disparition du monastère
Le 13 février 1790, l'Assemblée constituante prononce l'abolition des vœux monastiques et la suppression des congrégations religieuses. Les reliques de saint Thierry sont translatées en l'église Notre-Dame le 11 novembre 1790. Devenus biens nationaux, les bâtiments, le clos et la ferme sont vendus le 26 avril 1791 au citoyen Cany de Paris pour 30 100 livres.

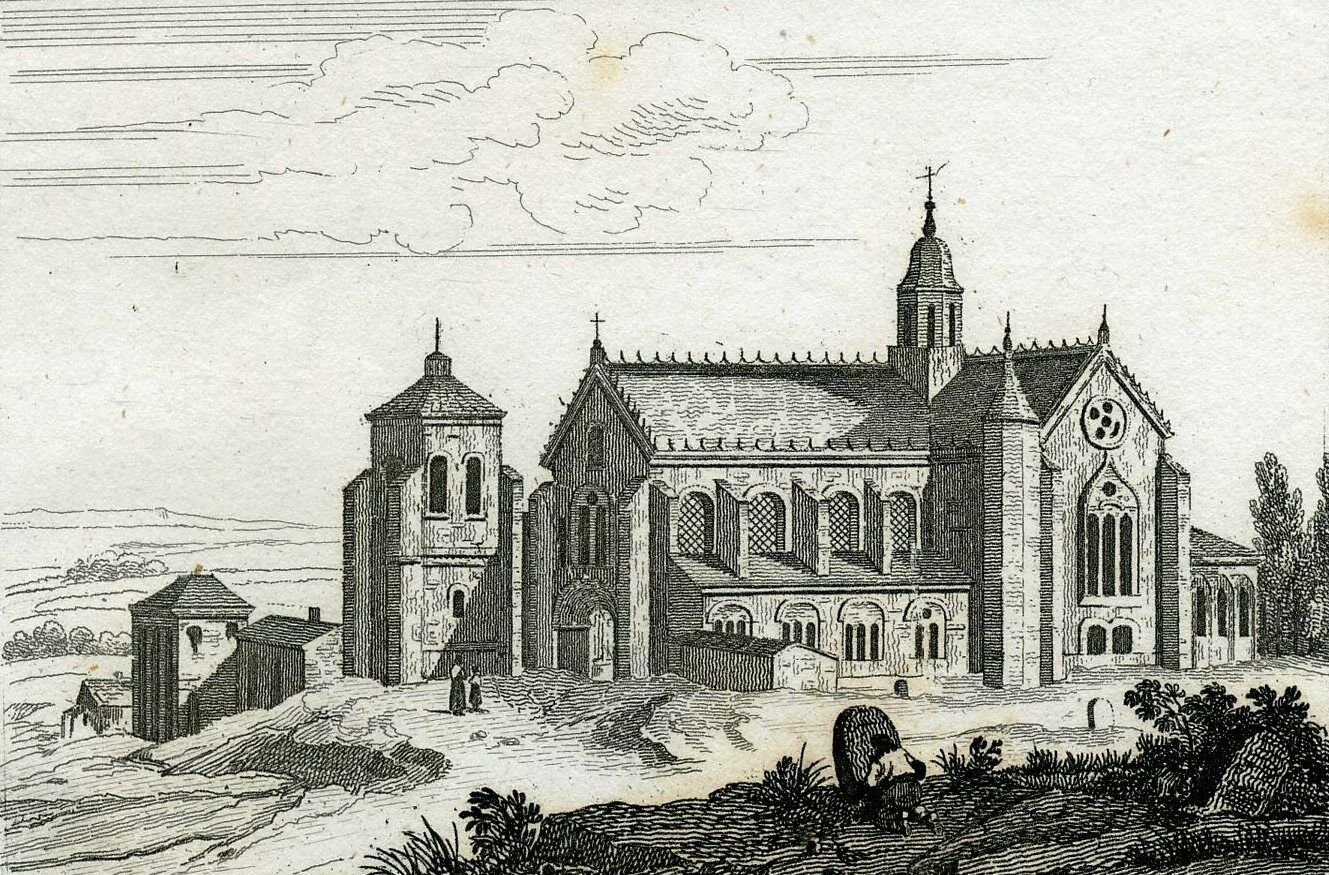
Vue de l'abbaye (gravure XVIIIe siècle).
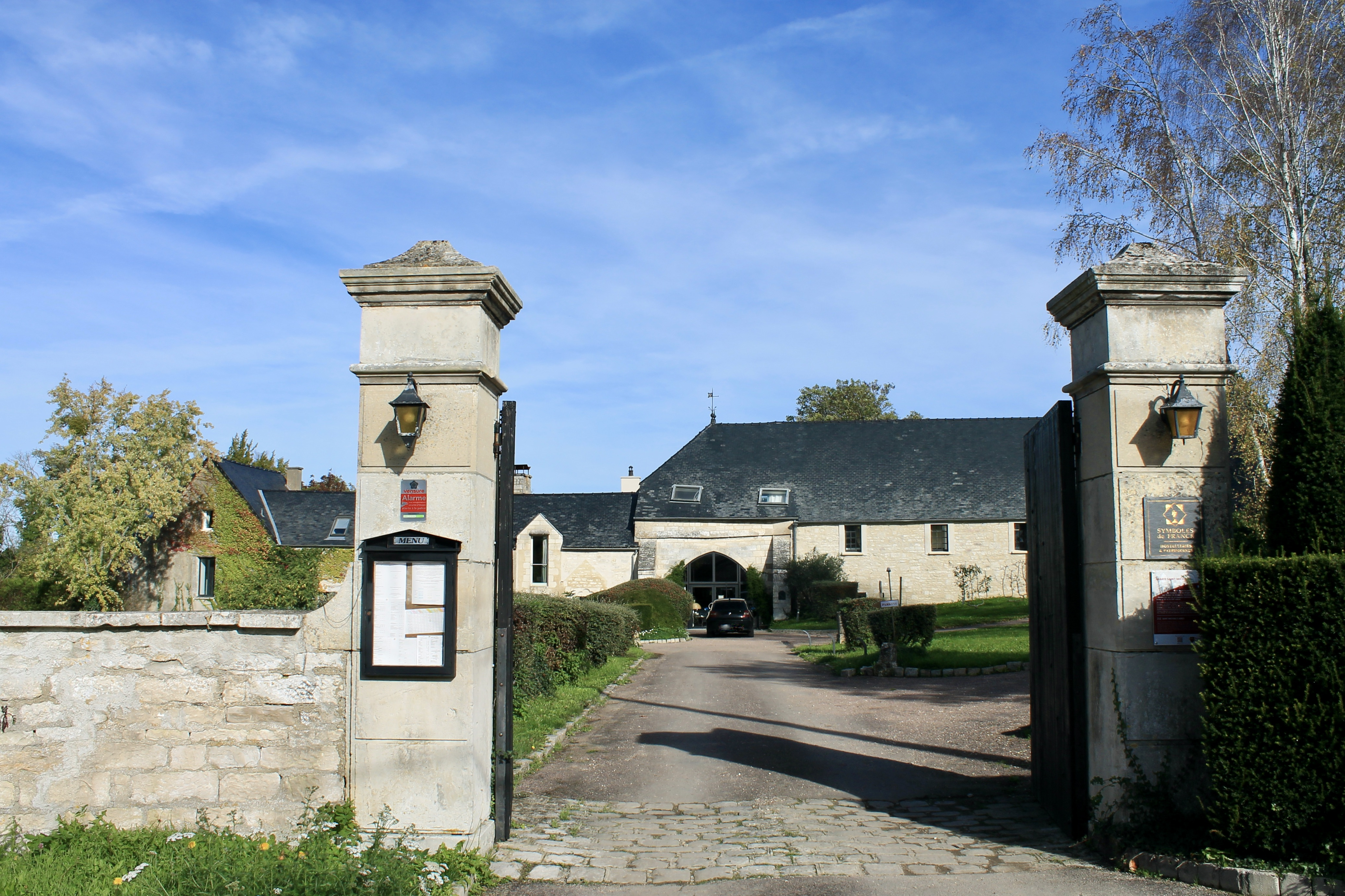
Portail d'entrée.
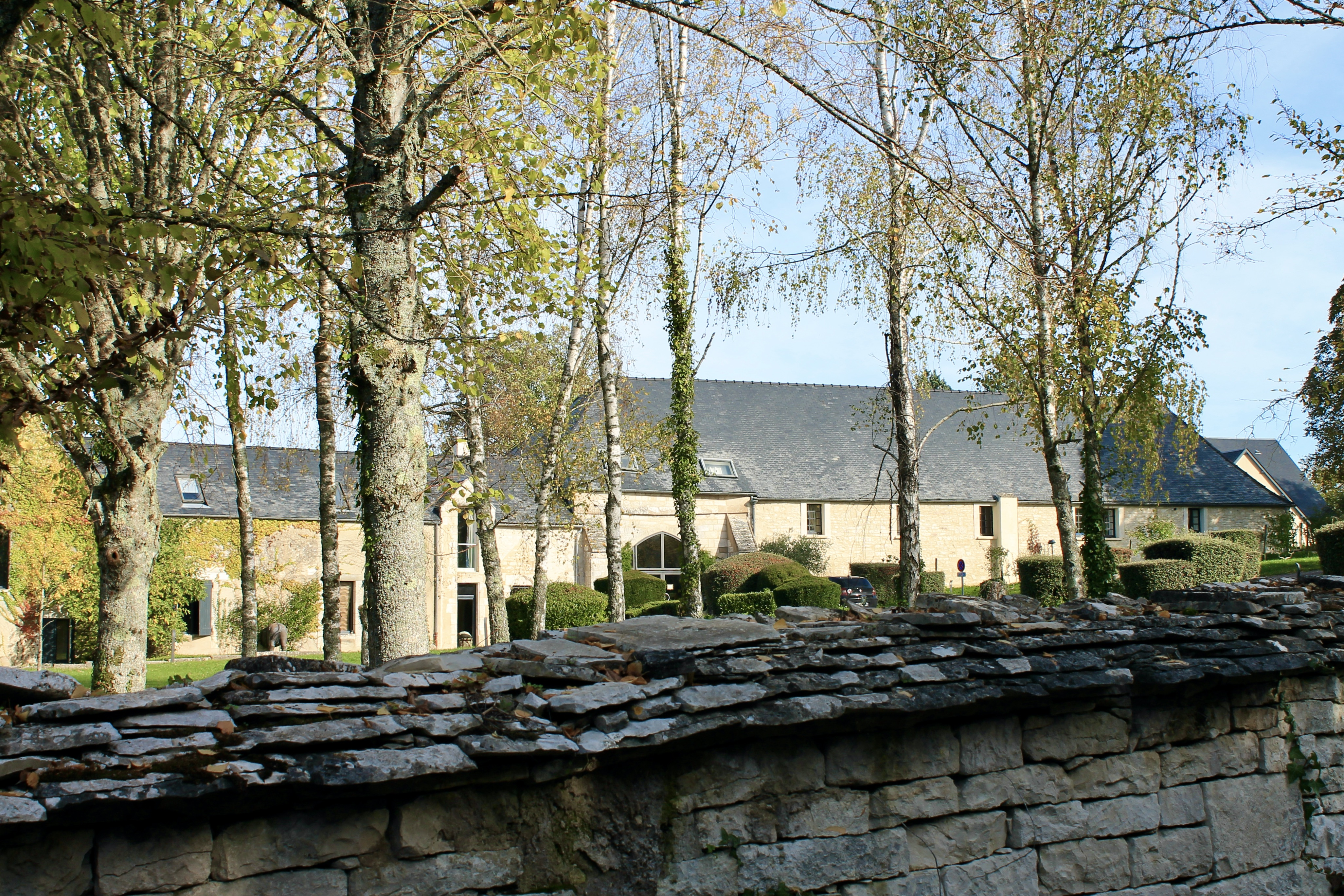
Enceinte de l'abbaye.
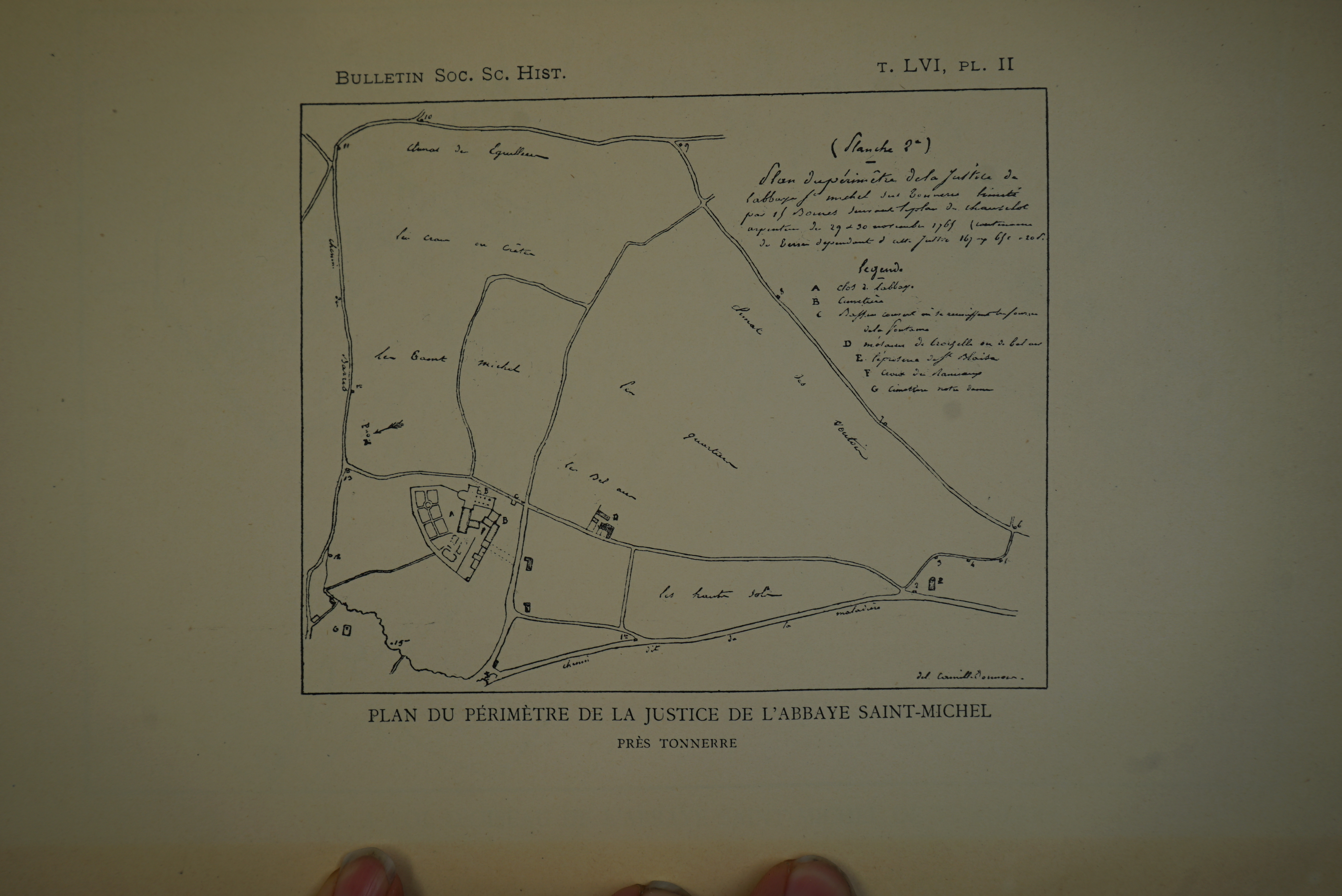
Etendue de la justice de l'abbaye in Camille Dormois.
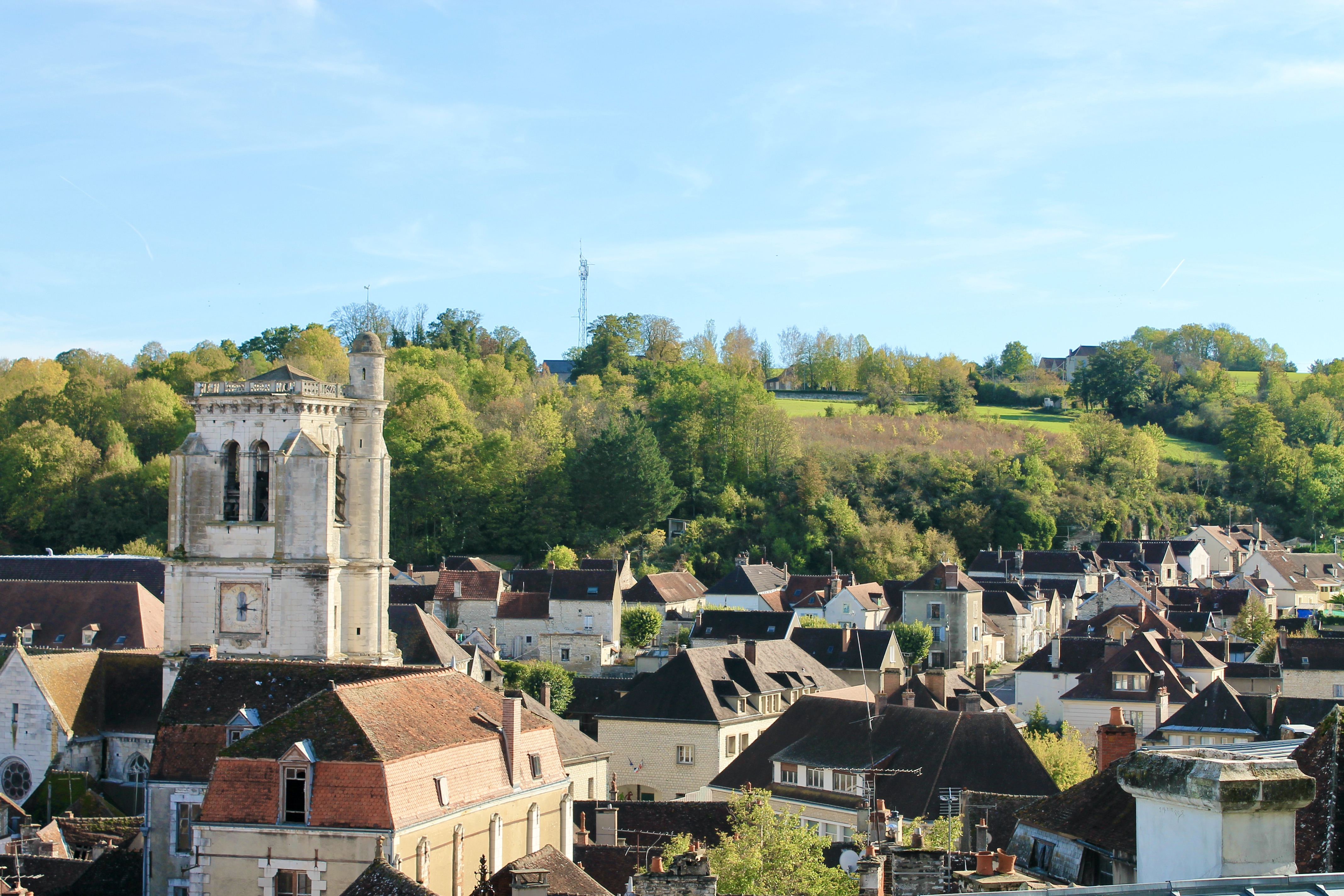
Colline de l'abbaye depuis église Saint-Pierre

## Abbés et abbés commendataires

### Abbés réguliers
Vers 1500, Étienne de Nicey, dernier abbé élu.

### Abbés commendataires
À partir du concordat de 1516, commence la série des abbés commendataires et seigneurs temporels
- : Jacques de Souvré (1600-†1670)